# Gudrun Theuerkauff
Gudrun Theuerkauff   (Szczecin, 8 d'abril de 1937), nascuda Vorbrich és una tiradora d'esgrima alemanya, ja retirada, especialista en floret, que va competir durant les dècades de 1950 i 1960. Es casà amb el també tirador d'esgrima Jürgen Theuerkauff.
El 1960 va prendre en els Jocs Olímpics d'Estiu de Roma, on fou quarta en la competició del floret per equips del programa d'esgrima. Quatre anys més tard, als Jocs de Tòquio, va guanyar la medalla de bronze en la prova del mateixa prova. El 1968, a Ciutat de Mèxic, i el 1972, a Munic, també participà en els Jocs Olímpics, sent cinquena en ambdues ocasions en la prova del floret per equips.
En el seu palmarès també destaquen dues medalles de plata a les Universíades de 1959.